# Alice Cucini
Alice Cucini (1870 – Milano, 1949) è stata un contralto italiana.

## Biografia
(Arturo Toscanini)
Alice Cucini affrontò il suo debutto professionale 1981 al teatro di San Carlo di Napoli come Lola nella Cavalleria rusticana, ruolo che replicò varie volte nello stesso anno nel teatro Costanzi di Roma. Negli anni successivi fu molto attiva dal punto di vista canoro in tutta Italia, apparendo sui palcoscenici lirici di Trieste, Milano, Venezia e Firenze. Nel 1897 fu Dalila nel Samson et Dalila di Camille Saint-Saëns al Teatro Regio di Torino, ricevendo in quest'occasione un grandissimo successo di pubblico. La Cucini in questo modo cementò la sua notorietà e rimase intimamente legata a quest'ultimo ruolo, ricoprendolo in varie produzioni nei successivi quattordici anni, fra cui quelle del Teatro Comunale di Bologna (1899), del Teatro Donizetti di Bergamo (1900), Teatro Regio di Parma (1902), Teatro Colón (1910).
Nel 1898 la Cucini viaggiò in Russia dove cantò in numerose produzioni operistiche a San Pietroburgo e ricevendo il ruolo di Gertrude nell'Amleto di Ambroise Thomas. Nel 1901 e nel 1902 fu al Teatro Colón a Buenos Aires e al teatro Solís di Montevideo, ricoprendo i ruoli di Amneris nell'Aida di Verdi e di Azucena nel Trovatore, sempre verdiano: fu questo l'inizio di una produttiva carriera in Sud America, stimolata dai contatti con il soprano Hariclea Darclée, che si concluderà solo nel 1910.
Dopo il 1910, vero e proprio anno spartiacque della sua carriera, la Cucini abbandonò il Sud America e ritornò in Italia, dove si consumò il suo tramonto non solo professionale, ma anche esistenziale, in coincidenza con il tragico scoppio della prima guerra mondiale: dopo aver trascorso i suoi ultimi anni nella casa di riposo per cantanti e musicisti istituita da Giuseppe Verdi a Milano, si spense lì nel 1949, dopo una lunga e sofferta malattia.